# Lac de Biograd
Le lac de Biograd (serbe : Biogradsko jezero) (42° 53′ 52″ N, 19° 36′ 02″ E) est un lac glaciaire localisé sur le territoire de la municipalité de Kolašin au nord-est du Monténégro. Situé sur la montagne Bjelasica, il est au centre du parc national de Biogradska gora.

## Géographie
Le lac est à une altitude de 1 094 m. Il s’agit du plus grand des lacs glaciaires que renferme le parc national. Sa profondeur moyenne est de 4,5 mètres et sa profondeur maximale est de  12,1 mètres. D’une longueur de 870 mètres pour 261 mètres de large, le lac a une superficie de 22,85 hectares.
Le lac est alimenté par la rivière Biograd ainsi que par plusieurs petits ruisseaux. Le cours d’eau qui vidange le lac est la rivière Jezerstica. Cette petite rivière est un des affluents de la rivière Tara.